# Der Groschen fällt manchmal zu spät
Der Groschen fällt manchmal zu spät ist ein deutschsprachiger Schlager, der von Joe Kirsten und vom österreichischen Sänger Freddy Quinn komponiert und von Peter Schaper getextet wurde. Freddy Quinn veröffentlichte das Lied 1980.

## Entstehung
Freddy Quinn und Joe Kirsten sind Komponisten des Liedes, der Text stammt von Peter Schaper. Bei der Gesellschaft für musikalische Aufführungs- und mechanische Vervielfältigungsrechte sind als Originalverlag die Esperanza Mv Frank Oldenburg e.K. und RMI Edition eingetragen. Das Lied trägt die GEMA-Werk.-Nummer 1223499-001. Unter der GEMA-Werk.-Nummer 1223499-002 ist Joe Kirsten zusätzlich als Bearbeiter eingetragen.

## Liedtext
Im Liedtext wird ein Mann besungen, der von seiner Ehefrau liebevoll umsorgt wird. „Sie machte sich schön nur für ihn und sie kochte am liebsten sein Leibgericht.“ Es schien, „als mochte sie ihn zehnmal lieber als sich.“ Ihm sei dies nie aufgefallen „und er war nicht sehr nett, bis er sie mit dem anderen sah.“ Danach änderte er sich, „pflückte ihr Blumen“, „ging jede Nacht mit ihr aus“, „brachte Frühstück ans Bett“. „Doch sie hielt es nicht aus“. Nach mehreren Jahren trafen sie sich wieder, sie hatte inzwischen silbriges Haar. Eines sei ihm klar geworden: „Der Groschen fällt manchmal zu spät, wie oft verschenkt man sein Glück. Wie oft denkt man zurück, an das, was nicht mehr geht.“

## Veröffentlichung
1980 erschien das Lied auf zwei Kompilationsalben; das erste war Starportrait – dieses erschien in den Musiklabels Polydor und Bertelsmann Club, jeweils unter der Katalognummer 32 035-8. Im Königreich der Niederlande erschien das Album Zijn Grote Successen unter der Polydor-Katalognummer 2418 240 im Rahmen der Albenserie 10 Jaar Schlager Festival. Im selben Jahr war Freddy Quinns Lied auf dem Album Top Star-Parade, das unter der Polydor-Katalognummer 2437 930 auf Schallplatte erschien. Der Druck geschah durch die Gerhard Kaiser GmbH. Die Veröffentlichung geschah unter der Rechtegesellschaft Gesellschaft für musikalische Aufführungs- und mechanische Vervielfältigungsrechte.
1981 veröffentlichte Freddy Quinn das Lied als Single mit dem Lied Es gibt eine Ewigkeit auf der B-Seite; dieses wurde von Fred Weyrich geschrieben. Die Single erschien im Musiklabel Polydor unter der Katalognummer 2042 276, die Veröffentlichung geschah durch Esperanza und das phonographische Copyright lag bei der Polydor International GmbH. Produzent der Single war Leo Leandros. Die Veröffentlichung geschah unter der Rechtegesellschaft Gesellschaft für musikalische Aufführungs- und mechanische Vervielfältigungsrechte. Das Lied war im selben Jahr auf dem Album Der Große Preis (Wim Thoelke Präsentiert: Stars & Superhits), das im Rahmen der Quizsendung Der Große Preis unter der Polydor-Katalognummer 2437 929 veröffentlicht wurde. Als Plattenfirma fungierte die Deutsche Grammophon GmbH, das phonographische Copyright lag bei der Polydor International GmbH, Metronome Records, Phonogram und Teldec. Der Druck des Albums geschah durch die Gerhard Stalling AG. Die Veröffentlichung geschah durch Happy Music, Spheric B.V., den Neue Welt Verlag, Edition Meridian, Ralph Siegel, Edition Taurus, die Sikorski Musikverlage, Esperanza, Francis, Day & Hunter, Nordton, Roba Music Verlag, Global und LINO. Der Acetatlackschnitt und die Pressung wurden von PRS Hannover durchgeführt. Dieses Album erschien unter der Polydor-Katalognummer 3158 260 zudem auf Kompaktkassette, wobei der Druck durch die Beroset GmbH geschah.
Im Jahr darauf war das Lied auf dem Kompilationsalbum Ein Dankeschön all meinen Freunden, das im Musiklabel Polydor unter der Katalognummer 32 930 0 im Rahmen der Albenserie Ein Dankeschön all meinen Freunden erschien. Als Plattenfirma fungierte die Deutsche Grammophon GmbH, das phonographische Copyright lag bei der Polydor International GmbH. Der Druck geschah durch die Gerhard Kaiser GmbH, die Pressung und der Acetatlackschnitt von PRS Hannover. Als Rechtegesellschaft fungierte die Gesellschaft für musikalische Aufführungs- und mechanische Vervielfältigungsrechte.
1997 war das Lied auf dem Dreifachalbum Deutsche Schlager 1980 – 1983, das auf Compact Disc unter der Polydor-Katalognummer 559 454-2 im Rahmen der Albenserie Deutsche Schlager erschien. Hierbei fungierte PolyGram als Plattenfirma, das phonographische Copyright und das Copyright lagen bei der Polydor GmbH. Produziert wurde das Album von PMDC, Germany. 2001 erschien das Lied auf dem Kompilationsalbum Wie wir ihn Lieben – Folge 1, das unter der Katalognummer 109 316-2 als Vierfachalbum auf Compact Disc im Musiklabel Shop24Direct erschien. 2013 war Der Groschen fällt manchmal zu spät als Bonusstück auf dem Album Du hast mein Wort, das im Musiklabel Electrola unter der Katalognummer 3759033 im Rahmen der Albenserie Originale erschien.

## Coverversion
1981 coverte Udo Reichel mit seinem Orchester das Lied. Er veröffentlichte das Lied auf seinem Album Europa Hitparade № 43, das im Musiklabel Europa unter der Katalognummer 111 902.8 auf Schallplatte und unter der Katalognummer 511 902.2 auf Kompaktkassette im Rahmen der Albenserie Europa-Hitparade erschien.